# Salto di specie
In epidemiologia il salto di specie, noto anche come spillover (dalla lingua inglese), può verificarsi quando una popolazione animale ad alta prevalenza di patogeni, cosiddetta serbatoio, entra in contatto con una popolazione di una specie differente, e un patogeno saltando di specie viene trasmesso dalla popolazione serbatoio diffondendosi all'interno della nuova popolazione ospite con modalità e sviluppi diversi.
Un esempio classico di salto di specie è rappresentato dalle zoonosi.

## Caratteristiche
La maggior parte degli eventi di salto di specie si traduce in casi auto-limitanti senza ulteriore trasmissione da uomo a uomo, come accade, ad esempio, con rabbia, antrace, istoplasmosi o idatidosi. Altri agenti patogeni zoonotici possono essere trasmessi dall'uomo per produrre casi secondari e persino per stabilire catene di trasmissione limitate: alcuni esempi sono i filovirus di Ebola e Marburg, i coronavirus MERS e SARS-related, ed alcuni virus dell'influenza aviaria. Infine, alcuni eventi possono portare all'adattamento finale del patogeno agli umani, che diventano un nuovo serbatoio stabile, come è avvenuto con il virus dell'HIV che ha provocato la pandemia di AIDS. In effetti, la maggior parte dei patogeni che attualmente sono esclusivi degli umani sono stati probabilmente trasmessi da altri animali in passato.
Se il periodo di adattamento reciproco è abbastanza lungo, è possibile stabilire associazioni permanenti tra microbi e ospiti, risultanti in una coevoluzione, e persino in una integrazione permanente del genoma del microbo nel genoma umano, come nel caso dei virus endogeni. Più le due specie sono vicine in termini filogenetici, più è facile per i microbi superare la barriera biologica risultando in un salto di specie di successo. Per questo motivo, gli altri mammiferi sono la principale fonte di agenti zoonotici dell'uomo.
Nel caso dei virus, i patogeni più comuni nelle zoonosi, il salto di specie segue ad un cambiamento nel loro corredo genetico. I virus mutati possono acquisire nuove capacità, tra cui produrre differenti versioni delle proteine del capside in grado di riconoscere le cellule umane, penetrare in esse e replicarsi efficacemente. Accade più frequentemente nei virus a RNA, che hanno in media un tasso di mutazione più elevato e quindi possono più facilmente acquistare la capacità di infettare le cellule umane. Nel 2000, l’OMS aveva indicato nei coronavirus i patogeni che potevano effettuare più facilmente un salto di specie e causare gravi epidemie.
Tra il 2005 e il 2020 dagli animali si sono originate tre epidemie ed una pandemia che hanno interessato la popolazione umana: nel 2003 è comparsa la SARS, che dai pipistrelli si è trasferita agli zibetti e poi all'uomo. Nel 2009 si è diffusa una epidemia di influenza suina causata dal virus H1N1, trasmessa dagli uccelli ai suini e poi passata all'uomo. Nel 2012 è comparsa la MERS, trasmessa dai pipistrelli ai cammelli e all'uomo. Nel dicembre 2019 si è sviluppata una pandemia di COVID-19, provocata dal virus SARS-CoV-2: quest'ultimo è stato probabilmente trasmesso all'uomo dai pipistrelli attraverso un ospite intermedio, forse il pangolino, sebbene vi siano margini di incertezza al riguardo.

## Chiacchiere virali
I tentativi dei virus di effettuare un salto di specie sono chiamati viral chatter (chiacchiere virali) e spesso conducono ad una sorta di vicolo cieco nel quale l'esperimento si estingue, ma potenzialmente può anche succedere che i tentativi abbiano successo e si propaghino.